# Ермакова, Евгения Викторовна
Евгения Викторовна Ермакова (9 апреля 1976 года) — советская, казахстанская пловчиха, чемпионка Европы 1991 года.

## Карьера
Евгения Ермакова родилась в Алма-Ате. В 13 лет установила мировой рекорд (для своей возрастной категории) на дистанции 50 метров вольным стилем. Была включена в состав сборной СССР. В 1991 году в составе советской четвёрки стала чемпионкой Европы в эстафете вольным стилем.
В составе Объединённой команды участвовала в Олимпиаде-1992 в Барселоне. В эстафете наша четвёрка стала четвёртой, на дистанциях 50 м и 100 м была 14-й.
На следующией Олимпиаде уже в составе казахстанской команды была 13-й на 50-метровке и 42-й — на 100-метровке.
В 2000 году оказалась в центре допингового скандала на Олимпиаде. Была дисквалифицирована. В 2004 году пыталась вернуться в спорт и выиграла путёвку на Олимпиаду, но на соревнования не поехала.